# بني جميل (ذمار)
بني جميل هي إحدى قرى الجمهورية اليمنية. تتبع جغرافيا لمحافظة ذمار وإداريًا لمديرية الحداء. يبلغ تعداد سكانها 2112 نسمة حسب الإحصاء الذي أجري عام 2004.